# 윈나노조온
윈나노조온 또는 윈나노존(학명: Yunnanozoon)은 캄브리아기 중기 (5억 2500만 년 전)에 살았던 초기 척삭동물이다. 윈나노조온의 화석은 중국 윈난성의 마오텐산 혈암층(Maotianshan Shales)에서 발견되었다.
윈나노조온이 하이커우엘라(Haikouella)와 비슷하다고 보는 과학자들이 있다. 하지만 윈나노조온의 위가 더 작고 인두치가 훨씬 큰 등의 해부학적 차이가 있다. 또한 윤나노준이 하이커우엘라의 화석에서 볼 수 있는 심장, 아가미 같은 것을 지녔을지는 확실하지 않다. 윈나노조온은 버제스 세일층에서 발견된 피카이아과 닮았다고 보는 과학자들이 있는데, 13쌍의 대칭으로 배열된 생식선이 확인되었으며 아가미 구멍도 확인되었다. 그러나 일부 과학자들은 윈나노조온이 하이코우엘라와 더 밀접한 관련이 있으며, 윈나노조온을 반삭동물보다는 척삭동물이라고 주장한다. 그리고 윈나노조온과 하이커우엘라를 고충동물로 분류하자는 의견도 제기되었다. 결국 2015년에는 하이커우엘라가 윈나노조온의 학명이명으로 지정되었다.